# 江草忠敬
江草 忠敬（えぐさ ただたか、1937年 - ）は、日本の実業家、株式会社有斐閣会長、立教大学校友会元会長。

## 人物・経歴
1937年生まれ。1960年3月、立教大学社会学部社会学科卒業。大学時代は日本の経営学の開祖の一人である野田一夫のゼミに所属。共同印刷勤務を経て、1967年、株式会社有斐閣入社。1983年同社代表取締役社長、2007年より現職。一般社団法人出版文化国際交流会会長。